# Jahja al-Mutasim
Jahja al-Mutasim (arab. أبو زكرياء المعتصم يحي بن الناصر = Abū Zakarīyāʿ al-Muʿtaṣim Yaḥyā ibn an-Nāṣir; zm. 1236) – kalif z dynastii Almohadów, syn kalifa Muhammada an-Nasira. Przejął władzę w Maroku po śmierci stryja Abdullaha al-Adila, zabitego w czasie powstania w Andaluzji w 1227 roku. Wkrótce został jednak odsunięty od władzy przez innego ze swoich stryjów Idrisa I.